# Kup Srbije 2021-2022
La Kup Srbije u fudbalu 2021-2022 (in cirillico Куп Србије у фудбалу 2021-2022, Coppa di Serbia di calcio 2021-2022), è stata la 16ª edizione della Kup Srbije, iniziata l'8 settembre 2021 e terminata il 26 maggio 2022. La Stella Rossa, squadra campione in carica, si è riconfermata conquistando il trofeo per la quinta volta nella sua storia.

## Formula
La formula è quella dell'eliminazione diretta, in caso di parità al 90º minuto si va direttamente ai tiri di rigore senza disputare i tempi supplementari (eccetto in finale). Gli accoppiamenti sono decisi tramite sorteggio; in ogni turno (eccetto le semifinali, dove il sorteggio è libero) le "teste di serie" non possono essere incrociate fra loro.
La finale si disputa di regola allo Stadio Partizan di Belgrado; se i finalisti sono Partizan e Stella Rossa si effettua un sorteggio per decidere la sede; se i finalisti sono Partizan ed un'altra squadra si gioca allo Stadio Rajko Mitić ("casa" della Stella Rossa).

### Calendario
| Turno                | Numero di incontri | Squadre | Entrano a questo turno                                                                                  | Date             |
| -------------------- | ------------------ | ------- | --- | ---------------- |
| Turno preliminare    | 11                 | 43 → 32 | classificate dal 2º al 18º posto nella Prva Liga Srbija 2020-2021 5 squadre vincenti le coppe regionali | 8 settembre 2021 |
| Sedicesimi di finale | 16                 | 32 → 16 | 20 squadre della Superliga 2020-2021 prima classificata della Prva Liga Srbija 2020-2021                | 27 ottobre 2021  |
| Ottavi di finale     | 8                  | 16 → 8  | – | 1º dicembre 2021 |
| Quarti di finale     | 4                  | 8 → 4   | – | 6 aprile 2022    |
| Semifinali           | 2                  | 4 → 2   | – | 11 maggio 2022   |
| Finale               | 1                  | 2 → 1   | – | 26 maggio 2022   |

## Turno preliminare
Partecipano le 17 squadre classificate dal 2º al 18º posto nella Prva Liga Srbija 2020-2021 e 5 vincitrici delle coppe regionali.
| Squadra 1             | Risultato       | Squadra 2           |
| --------------------- | --------------- | ------------------- |
| 8 settembre 2021      |                 |                     |
| Sloga Požega          | 4 – 1           | Kabel Novi Sad      |
| Mokra Gora            | 3 – 3 (7-8 dtr) | Budućnost Dobanovci |
| Borac Paraćin         | 0 – 2           | Žarkovo             |
| Radnički Belgrado     | 3 – 1           | Sloga Kraljevo      |
| Jedinstvo Rumenka     | 0 – 3           | Loznica             |
| Trajal Kruševac       | 1 – 0           | Grafičar Belgrado   |
| Železničar Pančevo    | 3 – 0           | Radnički Pirot      |
| Radnički S. Mitrovica | 0 – 1           | Kolubara            |
| Zemun                 | 0 – 1           | Dinamo Vranje       |
| Borac Čačak           | 0 – 0 (2-4 dtr) | Jagodina            |
| Dubočica Leskovac     | 1 – 0           | IMT Belgrado        |

## Sedicesimi di finale
Partecipano le 11 squadre vincitrici del turno preliminare, dalla prima classificata della Prva Liga Srbija 2020-2021 e dalle 20 squadre della Superliga 2020-2021. Il sorteggio è stato effettuato il 28 settembre 2021.
| Squadra 1          | Risultato       | Squadra 2           |
| ------------------ | --------------- | ------------------- |
| 13 ottobre 2021    |                 |                     |
| Radnik Surdulica   | 2 – 0           | Radnički Kragujevac |
| Partizan           | 3 – 0           | Trajal Kruševac     |
| 14 ottobre 2021    |                 |                     |
| Metalac            | 3 – 2           | Žarkovo             |
| 27 ottobre 2021    |                 |                     |
| Novi Pazar         | 1 – 0           | Budućnost Dobanovci |
| Sloga Požega       | 0 – 1           | Rad Belgrado        |
| Bačka B. Palanka   | 1 – 1 (3-2 dtr) | Proleter Novi Sad   |
| Loznica            | 1 – 0           | Čukarički           |
| Radnički Belgrado  | 2 – 1           | Voždovac            |
| Radnički Niš       | 1 – 0           | Dinamo Vranje       |
| Železničar Pančevo | 0 – 1           | Napredak Kruševac   |
| Zlatibor Čajetina  | 0 – 4           | TSC Bačka Topola    |
| Javor Ivanjica     | 2 – 1           | Mačva Šabac         |
| Spartak Subotica   | 1 – 1 (4-5 dtr) | Dubočica Leskovac   |
| Vojvodina          | 5 – 1           | Jagodina            |
| Mladost Lučani     | 2 – 3           | Kolubara            |
| 18 novembre 2021   |                 |                     |
| Inđija             | 0 – 1           | Stella Rossa        |

## Ottavi di finale
Il sorteggio è stato effettuato il 18 novembre 2021.
| Squadra 1         | Risultato       | Squadra 2         |
| ----------------- | --------------- | ----------------- |
| 30 novembre 2021  |                 |                   |
| Radnički Belgrado | 1 – 1 (2-3 dtr) | Metalac           |
| 1º dicembre 2021  |                 |                   |
| Rad Belgrado      | 1 – 0           | Napredak Kruševac |
| Radnik Surdulica  | 1 – 2           | Loznica           |
| TSC Bačka Topola  | 2 – 1           | Kolubara          |
| Dubočica Leskovac | 0 – 1           | Partizan          |
| 2 dicembre 2021   |                 |                   |
| Novi Pazar        | 2 – 0           | Bačka B. Palanka  |
| Javor Ivanjica    | 1 – 1 (1-4 dtr) | Vojvodina         |
| 16 febbraio 2022  |                 |                   |
| Stella Rossa      | 0 – 0 (3-2 dtr) | Radnički Niš      |

## Quarti di finale
Il sorteggio è stato effettuato il 1º marzo 2022.
| Squadra 1     | Risultato | Squadra 2        |
| ------------- | --------- | ---------------- |
| 6 aprile 2022 |           |                  |
| Novi Pazar    | 1 – 0     | Metalac          |
| Partizan      | 2 – 0     | Loznica          |
| Rad Belgrado  | 0 – 4     | Vojvodina        |
| Stella Rossa  | 4 – 0     | TSC Bačka Topola |

## Semifinali
| Squadra 1      | Risultato | Squadra 2  |
| -------------- | --------- | ---------- |
| 11 maggio 2022 |           |            |
| Stella Rossa   | 8 – 0     | Novi Pazar |
| Partizan       | 2 – 1     | Vojvodina  |

## Finale
| Arbitro: | Miloš Milanović |

|                |           |              |
| Katai 26’, 73’ | Marcatori | 62’ Urošević |